# Les Planchettes
Les Planchettes is een gemeente en plaats in het Zwitserse kanton Neuchâtel en maakte deel uit van het district La Chaux-de-Fonds tot op 31 december 2017 de districten van het kanton Neuchâtel werden afgeschaft.
Les Planchettes telt 227 inwoners.